# Bentley (Oklahoma)
Pour les articles homonymes, voir Bentley.
Bentley est une census-designated place du comté d'Atoka, dans l'État d'Oklahoma, aux États-Unis. En 2020, elle compte une population de 42 habitants.